# Fieldsboro
Fieldsboro és una població dels Estats Units a l'estat de Nova Jersey. Segons el cens del 2006 tenia 577 habitants.

## Demografia
Segons el cens del 2000, Fieldsboro tenia 522 habitants, 189 habitatges, i 138 famílies. La densitat de població era de 746,5 habitants/km².
Dels 189 habitatges en un 34,9% hi vivien nens de menys de 18 anys, en un 51,3% hi vivien parelles casades, en un 16,9% dones solteres, i en un 26,5% no eren unitats familiars. En el 17,5% dels habitatges hi vivien persones soles el 5,8% de les quals corresponia a persones de 65 anys o més que vivien soles. El nombre mitjà de persones vivint en cada habitatge era de 2,76 i el nombre mitjà de persones que vivien en cada família era de 3,17.
Per edats la població es repartia de la següent manera: un 25,3% tenia menys de 18 anys, un 6,7% entre 18 i 24, un 38,3% entre 25 i 44, un 17,2% de 45 a 60 i un 12,5% 65 anys o més.
L'edat mediana era de 35 anys. Per cada 100 dones de 18 o més anys hi havia 94 homes.
La renda mediana per habitatge era de 58.958 $ i la renda mediana per família de 66.607 $. Els homes tenien una renda mediana de 41.932 $ mentre que les dones 35.625 $. La renda per capita de la població era de 23.908 $. Aproximadament el 2,1% de les famílies i l'1,9% de la població estaven per davall del llindar de pobresa.

## Poblacions més properes
El següent diagrama mostra les poblacions més properes.